# Croix de 1592 de Montigny-lès-Vesoul
La croix de Montigny-lès-Vesoul est une sculpture monumentale située devant l'église de Montigny-lès-Vesoul, dans la Haute-Saône. Elle fut édifiée en 1592 dans un but de dévotion.

## Description
Une colonne de section carrée, décorée de bas-relief géométriques imitant le travail du métal s'élève sur un socle vierge de décors. Au sommet, une croix pommée de section cylindrique supporte un christ.

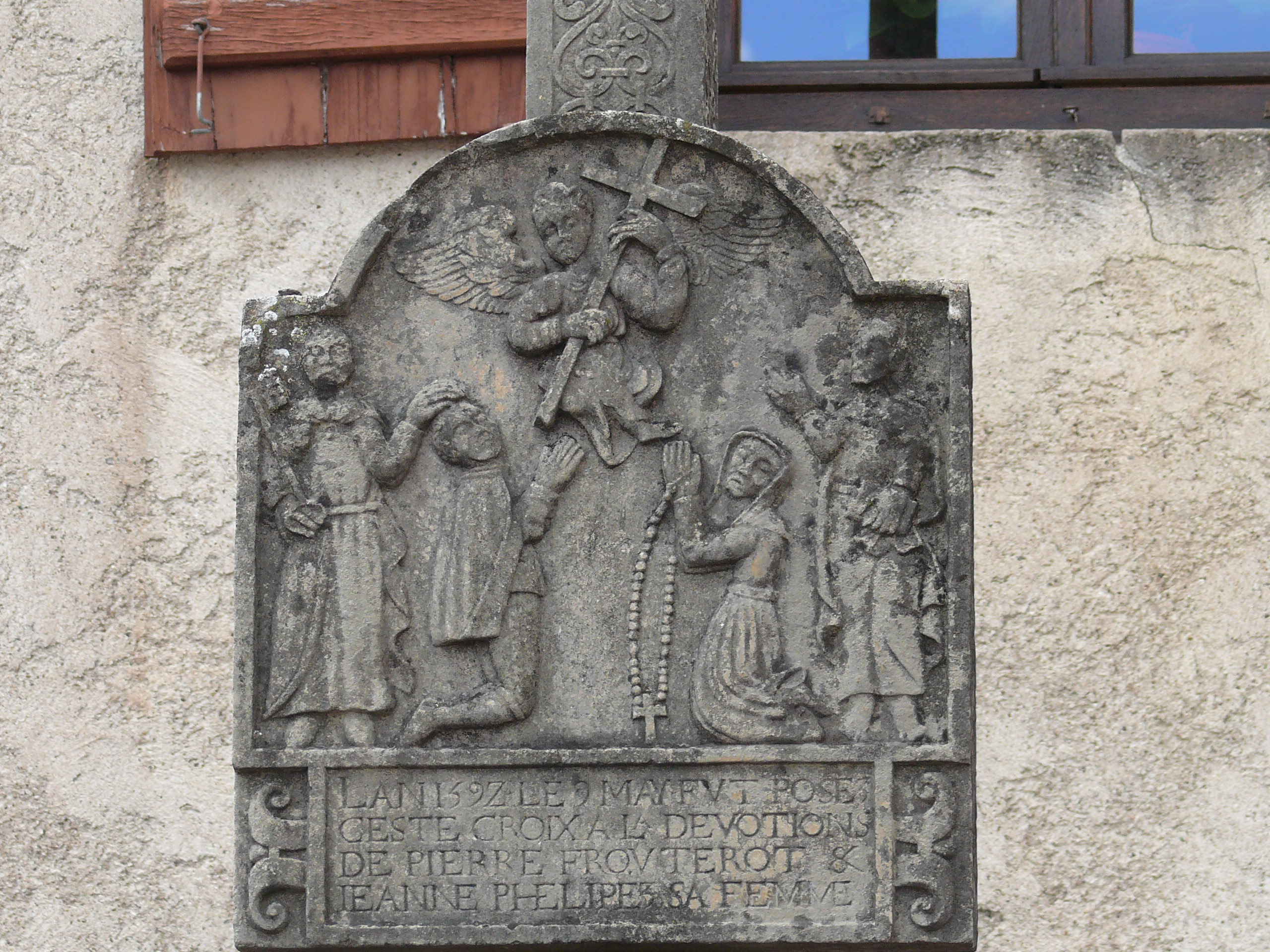
Plaque des commanditaires, sculptée en bas-relief.

Une plaque de pierre est fixée à la colonne, dans sa section inférieure. Elle comprend un bas-relief daté de 1592 et une inscription relative à l'érection du monument. L'inscription est la suivante : « L'AN 1592 LE 9 MAY FUT POSEZ / CESTE CROIX À LA DEVOTION / DE PIERRE FROUTEROT & / JEANNE PHELIPEZ SA FEMME ». Le relief montre les deux commanditaires en adoration devant un ange, chacun suivi de son saint patron. L'envers présente les instruments de la Passion.
La croix fait l’objet d’un classement au titre des monuments historiques depuis le 23 octobre 1913.

## Sources
1. 1 2  Notice no PA00102231, sur la plateforme ouverte du patrimoine, base Mérimée, ministère français de la Culture